# کج‌بید
کج‌بید یک روستا در ایران است که در شهرستان جاجرم استان خراسان شمالیواقع شده‌است. کج‌بید ۹ نفر جمعیت دارد.

## جمعیت
این روستا در دهستان گلستان (گرمه) قرار دارد و براساس سرشماری مرکز آمار ایران در سال ۱۳۸۵، جمعیت آن ۹ نفر (۴ خانوار) بوده‌است.